# Konstanty Antoni Kaszuba
Konstanty Antoni Kaszuba herbu Poraj – cześnik starodubowski w 1710 roku, strażnik starodubowski w 1706 roku.